# Новая Жизнь (Рыбницкий район)
Но́вая Жи́знь — село в Рыбницком районе непризнанной Приднестровской Молдавской Республики. Вместе с селом Выхватинцы входит в состав Выхватинецкого сельсовета.
Близ села в гроте в 1946 году открыты остатки палеолитической стоянки позднеашельского времени (см. Ашельская культура). Найдены кремнёвые орудия (рубила, скребла), зубчатые кремнёвые орудия, нуклеусы, пластины, кости мамонта, пещерного медведя, лошади и др. Недалеко от палеолитической стоянки раскопан бескурганный позднетрипольский Выхватинский могильник (нач. II тыс. до н. э.). В погребениях найдены изделия из кремня, кости и меди, керамика (в том числе расписная), глиняные и костяные женские фигурки. Многие погребения отмечены кромлехами.